# Milutin Bojić
Œuvres principales
- Chants de douleur et d'orgueil (1917)

Milutin Bojić (en serbe cyrillique : Милутин Бојић ; né le 19 mai 1892 à Belgrade et mort le 8 novembre 1917 à Salonique) est un poète, un dramaturge et un critique littéraire serbe.

## Biographie
Pendant les guerres balkaniques et la Première Guerre mondiale, il se fait le héraut des douleurs de son peuple et témoigne du sacrifice des soldats serbes, comme lors de la retraite d’Albanie en 1915.
Il a été le traducteur de plusieurs poètes français.
Milutin Bojić est enterré dans le Nouveau cimetière de Belgrade.

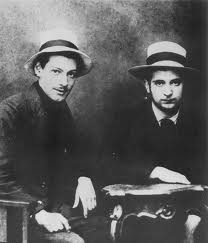
Milutin Bojić et Stanislav Vinaver
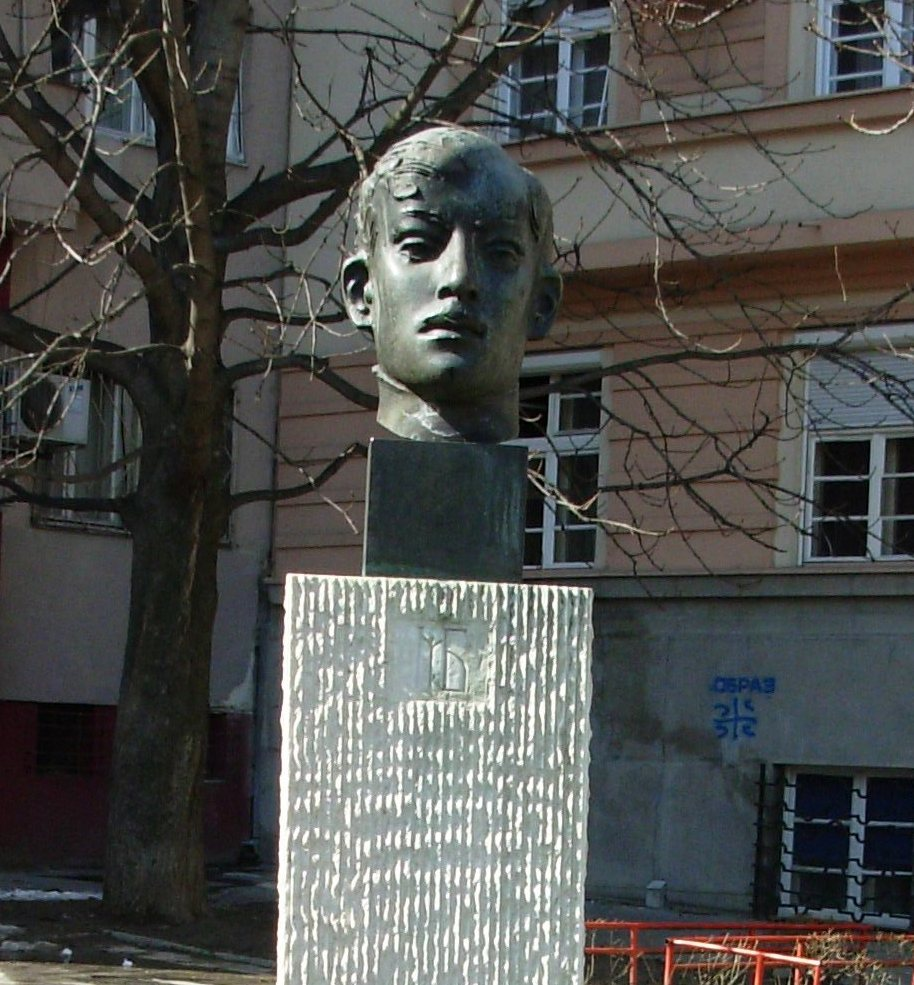
Buste de Milutin Bojić à Belgrade

## Œuvres

### Poésie
- Pesme, 1914.
- Kain, 1915.
- Pesme bola i ponosa (Chants de douleur et d'orgueil), 1917.

### Drame
- Kraljeva jesen, 1913.